# Eceabat
Eceabat ist eine Stadt und ein Landkreis in der nordwest-türkischen Provinz Çanakkale. Beide liegen am Ende der Halbinsel Gelibolu im europäischen Teil der Provinz. Die Stadt liegt an den Dardanellen (im Altertum Hellespont) gegenüber der Provinzhauptstadt Çanakkale. Sie ist Ausgangspunkt der Fähre, die im Verlauf der E-87 Europa und Asien verbindet. Die Fähre überwindet eine Distanz von etwa 5,5 Kilometern. Die Stadt beherbergt knapp zwei Drittel der Kreisbevölkerung.
Der Landkreis bildet den südlichen Teil der Halbinsel Gelibolu. Im Nordosten grenzt er an den Kreis Gelibolu, ansonsten ist er von Wasser umgeben. Etwa vier Kilometer südlich von Eceabat liegt der Ort Kilitbahir mit der gleichnamigen Festung, dort haben die Dardanellen mit 1,3 Kilometern ihre schmalste Stelle. Auf der anderen Seite der Halbinsel, etwa acht Kilometer westlich der Stadt, führt vom Ort Kabatepe eine Fähre zur Insel Gökçeada.
Der Landkreis Eceabat besteht neben der Kreisstadt noch aus zwölf Dörfern (Köy) mit durchschnittlich 261 Bewohnern. Kilidülbahir ist mit 630 Einwohnern das größte Dorf. Der Kreis hat mit 21 Einwohnern je km² die geringste Bevölkerungsdichte innerhalb der Provinz Çanakkale.

## Geschichte

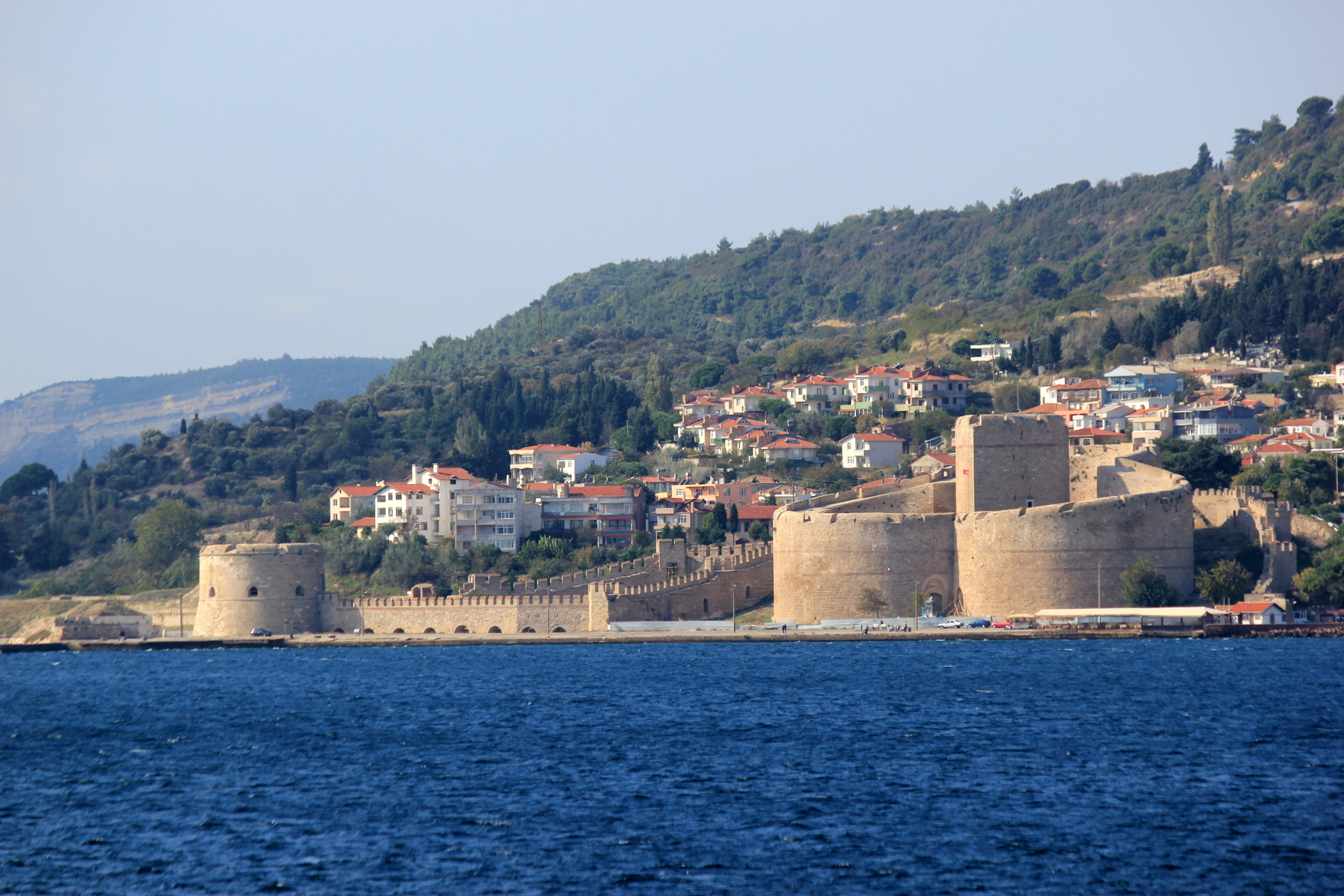
Die Festung Kilitbahir an der engsten Stelle der Dardanellen

Eceabat liegt an der Stelle des antiken Madytos.
Durch die Lage an der engsten Stelle des Hellesponts kam dem Gebiet am Südende der Halbinsel schon in antiker Zeit eine besondere Bedeutung zu. Alexander der Große setzte auf seinem Feldzug nach Asien hier über, ebenso die Osmanen in umgekehrter Richtung zur Eroberung Thrakiens und damit schließlich Konstantinopels. Im Ersten Weltkrieg kam es hier im Februar 1915 zur Schlacht von Gallipoli. Deren Schlachtfelder werden noch heute als Sehenswürdigkeiten gezeigt.

## Verkehr
Von Eceabat fahren zwei Autofähren abwechselnd nach Çanakkale und zurück. Die Fernbusse der Gesellschaft Istanbul Seyahat von Istanbul nach Çanakkale verkehren durch den Ort.
Zudem führt die E 87 durch den Ort und über die Fähren weiter nach Çanakkale.

## Kabatepe Tanıtma Merkezi Ve Müzesi
Der Gedenkort „Kabatepe Tanıtma Merkezi Ve Müzesi“ ist eine Institution, die an die Gefallenen der ANZAC-Truppen 1915 und die Schlacht von Gallipoli erinnert. Man kann dort mit dem Auto die Gräber und Gedenksteine der Gefallenen sowie Schützengräben und andere Denkmäler betrachten.

## Persönlichkeiten
- Chrysanthos von Madytos (ca. 1770 – ca. 1840), Reformer der griechischen Kirchenmusik